# Pommerieux (Mayenne)
Pommerieux è un comune francese di 702 abitanti situato nel dipartimento della Mayenne nella regione dei Paesi della Loira.

## Società

### Evoluzione demografica
Abitanti censiti